# Giulio Onesti
Giulio Onesti (Torino, 4 gennaio 1912 – Roma, 11 dicembre 1981) è stato un dirigente sportivo e avvocato italiano. Presidente del Coni dal 1944 al 1978.

## Biografia
Originario di Incisa Scapaccino e laureato in Giurisprudenza, combatté nella seconda guerra mondiale e fu impegnato nella lotta partigiana.
Nel 1944, sotto il governo Badoglio, fu nominato commissario straordinario del CONI con funzioni essenzialmente di liquidatore, incarico che tuttavia non portò a termine volendo altresì rilanciarlo; nel 1945, con la soppressione dei contributi statali al CONI, trovò il modo di finanziarlo attraverso il Totocalcio.
Nel 1965 Onesti ottiene dal Parlamento l'approvazione della legge per la ripartizione degli introiti del Totocalcio suddivisi al 50% fra CONI e Stato.

Giulio Onesti al lavoro al CONI nel 1971.

Notevole il suo contributo per l'ampliamento della già esistente Biblioteca del C.O.N.I. di Roma costituita nel 1940 da Bruno Zauli. La Biblioteca che già contava 350 volumi ricevette da lui le raccolte dei maggiori giornali dell'epoca quali La Gazzetta dello Sport, Il Littoriale (edizione romana) e le testate rinate nel 1945 quali Tuttosport, Corriere dello Sport e Stadio.
Dopo la proclamazione della repubblica il suo mandato divenne effettivo con l'elezione a presidente avvenuta a Milano il 27 luglio 1946.
Si impegnò personalmente in una campagna di raccolta di documenti e libri sportivi a partire dal 1947 portando la Biblioteca a possedere la più ampia ed esaustiva raccolta, in Italia, specializzata nello sport e nell'educazione fisica, composta da circa 35 000 volumi, tra cui un fondo antico, oltre 2 000 testate di periodici, per metà italiani e per l'altra metà stranieri, e 39 quotidiani.
Coinvolse nella raccolta dei libri tutte le federazioni sportive pubblicando sui comunicati ufficiali la richiesta di testi per l'ampliamento della Biblioteca.
Durante la sua presidenza vennero assegnati all'Italia, dal Comitato Olimpico Internazionale, i VII Giochi olimpici invernali nel 1956 e i Giochi della XVII Olimpiade nel 1960, e fu presidente sia del Comitato Esecutivo dei giochi invernali di Cortina 1956 sai del Comitato Esecutivo dei giochi estivi di Roma 1960.
Fu membro del CIO dal 1964 alla morte nel 1981.
Fu l'ideatore nel 1968 dei Giochi della Gioventù. Nel 1976 il CIO gli assegnò la “Coppa Olimpica”.